# ليزا مورتون
ليزا مورتون (بالإنجليزية: Lisa Morton)‏ هي كاتبة سيناريو أمريكية، ولدت في 11 ديسمبر 1958 في باسادينا في الولايات المتحدة.

## وصلات خارجية
- ليزا مورتون على موقع IMDb (الإنجليزية)
- ليزا مورتون على موقع قاعدة بيانات الفيلم (الإنجليزية)